# Peter Killer
Peter Killer (* 21. Oktober 1945 in Zürich) ist ein Schweizer Redaktor, Kunstkritiker, Autor, Konservator und Kunstvermittler.

## Leben und Werk
Peter Killer wuchs in Oerlikon auf und liess sich zum Primarlehrer ausbilden.
1969 bewarb er sich erfolgreich auf eine Stelle als Co-Redaktor der Kulturzeitschrift du, für die er neben Manuel Gasser bis 1973 tätig war. Ab 1974 begann er als freischaffender Kunstkritiker für den Tages-Anzeiger zu schreiben.
Peter Killer war zeitweise Dozent an der F+F Schule für Kunst und Design. Von 1987 bis 1990 war er Dozent an der Kunstgewerbeschule Zürich und an der Schule für Gestaltung Bern. Zudem veröffentlichte er zahlreiche Bücher, Buchtexte und Kataloge zur Schweizer Kunst. Er wurde auch für Jurys und Gutachten für Sammlungen engagiert.
Mit seiner damaligen Frau erwarb er in der Nähe von Herzogenbuchsee ein Bauernhaus und bewirtschaftete die vier Hektaren Land als Kleinbauer. Seine spätere Partnerin war die Künstlerin Adelheid Hanselmann.
Peter Killer organisierte u. a. Kunstausstellungen im Kunstmuseum Zug, im Seedamm-Center in Pfäffikon und im Chrämerhuus in Langenthal. 1992 war er ein Mitbegründer des Kunsthauses Langenthal. Zudem organisierte und leitete er ca. 150 Kulturreisen in Europa.
Peter Killer war von 1984 bis 2011 mit einem 40-Prozent-Pensum Direktor des Kunstmuseums Olten.  1985 war er für die Gestaltung und Organisation der 5. Biennale der Schweiz Kunst in Olten verantwortlich.